# Oscar K. Allen
Oscar Kelly Allen, född 8 augusti 1882 i Winn Parish, Louisiana, död 28 januari 1936 i Baton Rouge, Louisiana, var en amerikansk demokratisk politiker. Han var Louisianas guvernör från 1932 fram till sin död.
Allen var en av Huey Longs barndomsvänner från Winn Parish och i politiken betraktades han närmast som Longs marionett. Allen själv förstärkte marionettintrycket som guvernör genom att kalla Louisianas regering Long-Allen Administration. Hueys bror Earl Long skämtade senare om Allens lojalitet till Huey. I Earl Longs skämt faller ett löv från fönstret till guvernörens skrivbord och Allen undertecknar, eftersom han antar att det är Huey Long som har sänt lövet. Innan sin tid som guvernör hade Allen studerat vid Trinity University i Texas och varit verksam som lärare, sågverkschef, jordbrukare, järnvägsarbetare, oljearbetare samt arbetare inom handelsbranschen. Han hyllades av bluessångaren Leadbelly med sången "Governor O.K. Allen" för att Allen benådat Ledbetter från ett fänglestraff.
Allen efterträdde 1932 Alvin Olin King som guvernör. I januari 1936 avled Allen i ämbetet av en hjärnblödning och gravsattes på Winnfield Cemetery i Winnfield.